# Figline Valdarno
Figline Valdarno és un antic municipi italià, situat a la regió de la Toscana i a la ciutat metropolitana de Florència. Segons l'últim cens de 2013 tenia 17.136 habitants.
L'1 de gener 2014 es va fusionar amb el municipi d'Incisa in Val d'Arno creant així el nou municipi de Figline e Incisa Valdarno.
És el lloc de naixement de Marsilio Ficino.